# Filologia duńska
Filologia duńska – nauka (kierunek studiów) o języku, literaturze, kulturze, historii i dziejach Duńczyków i Danii.
Zakres zajęć obejmuje m.in. teorię języka, naukę gramatyki, translatoryki, lingwistyki. Dodatkowo studenci na tym kierunku poznają dzieła naukowe wybitnych Duńczyków i zapoznają się z pracami naukowców duńskich.
Na niektórych uniwersytetach (np. Uniwersytet im. Adama Mickiewicza w Poznaniu czy Uniwersytet Gdański) filologia duńska nauczana jest w ramach skandynawistyki.
Zobacz też:
- język duński
- literatura duńska
- Katedra Skandynawistyki